# Lista de obras de Santo Agostinho

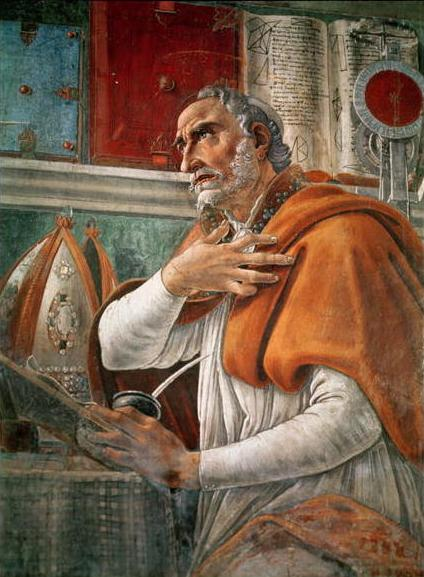
Santo Agostinho no seu Estudo, de Sandro Botticelli, 1480, fresco na Igreja de Todos os Santos, em Florença, Itália

Esta é uma lista das obras publicadas pelo bispo, teólogo e santo cristão Agostinho de Hipona que viveu nos séculos IV e V.
Agostinho foi um dos autores latinos mais prolíficos em termos das obras que chegaram até ao presente, contando nas suas obras mais de uma centena de títulos em separado. Nelas se incluem obras apologéticas contra as heresias dos arianos, donatistas, maniqueistas e pelagianistas; textos sobre doutrina cristã, em especial De Doctrina Christiana (Sobre a Doutrina Cristã); obras exegéticas como os comentários sobre o Livro do Génésis, os Salmos e a Epístola aos Romanos de S. Paulo; muitos Sermões e Cartas; e as Retractações, uma revisão das suas obras anteriores que ele escreveu perto do final da sua vida.
Para além destas obras, Agostinho é provavelmente mais conhecido pelas suas Confissões, que é um relato pessoal da sua vida inicial, e por De civitate dei (A Cidade de Deus) que consta de 22 livros e que ele escreveu para restaurar a confiança dos seus correligionários cristãos, a qual tinha sido fortemente abalada pelo saque de Roma pelos Visigodos em 410. A sua obra De Trinitate (Sobre a Trindade), em que desenvolve o que passou a ser conhecido como a analogia psicológica da Trindade, conta-se também entre as suas obras-primas, e é sem dúvida uma das maiores obras teológicas de sempre. Também escreveu Sobre o livre arbítrio (De libero arbitrio), analisando por que razão Deus dá aos humanos liberdade de decisão que pode ser usada para o bem ou para o mal.

## Obras
- Sobre o Belo e o Correcto (em latim: De Pulchra et Apto, 380)

- Sobre a Doutrina Cristã (em latim: De doctrina Christiana, 397–426)

- Confissões (Confessiones, 397–398)

- A Cidade de Deus (De civitate Dei, iniciada c. 413, finalizada 426)

- Sobre a Trindade (De trinitate, 400–416)

- Sobre o livre arbítrio (De libero arbitrio)

- Enchiridion (Enchiridion ad Laurentium, seu de fide, spe et caritate)

- Retratamentos[2] (Retractationes, c. 426 – 428)

- Sobre o significado do Génesis (De Genesi ad litteram)

- Sobre a catequese dos não instruidos (De catechizandis rudibus)

- Sobre fé e o credo (De fide et symbolo)

- Sobre a fé no invisível (De fide rerum invisibilium)

- Sobre a utilidade do crer (De utilitate credendi)

- Sobre o credo e os catecumenos (De symbolo ad catechumenos)

- Sobre a continência (De continentia)

- Sobre o professor (De magistro, um diálogo entre Agostinho e o seu filho Adeodato)

- Sobre o bem do casamento (De bono coniugali)

- Sobre a Santa Virgindade (De sancta virginitate)

- Sobre o bem da viuvez (De bono viduitatis)

- Sobre a mentira (De mendacio)

- Contra a mentira [Consentimento para] (Contra mendacium [ad Consentium])

- Sobre a música (De musica)

- Sobre heresias e o que Deus quer (De haeresibus ad Quodvultdeum)

- Sobre a obra dos monges (De opere monachorum)

- Sobre a paciência (De patientia)

- Sobre cuidados com os mortos (De cura pro mortuis gerenda)

- Sobre a moral da Igreja Católica e sobre a moral dos Maniqueistas (De moribus ecclesiae catholicae et de moribus Manichaeorum)[3]

- Sobre duas almas [contra os Maniqueístas] (De duabus animabus [contra Manichaeos])

- [Registos] contra Fortunatus [Maniqueísta] ([Acta] contra Fortunatum [Manichaeum])

- Contra a epístola dos Maniqueístas chamada fundamental (Contra epistulam Manichaei quam vocant fundamenti)

- Contra Faustus [Maniqueísta] (Contra Faustum [Manichaeum])

- Sobre a natureza do bem contra Maniqueístas (De natura boni contra Manichaeos)

- Sobre o Baptismo [Contra os Donatistas] (De baptismo [contra Donatistas])

- Sobre a correcção dos Donatistas (De correctione Donatistarum)

- Sobre o mérito e remissão dos pecadores e o baptismo das crianças (De peccatorum meritis et remissione et de baptismo parvulorum)

- Sobre o espírito e a letra (De spiritu et littera)

- Sobre a natureza e a graça (De natura et gratia)

- Sobre a perfeição da justiça humana (De perfectione iustitiae hominis)

- Sobre os procedimentos de Pelagius (De gestis Pelagii)

- Sobre a graça de Cristo e o pecado original (De gratia Christi et de peccato originali)

- Sobre o casamento e a concupiscência (De nuptiis et concupiscientia)

- Sobre a natureza e origem da alma (De natura et origine animae)[4]

- Contra duas cartas dos Pelagianistas (Contra duas epistulas Pelagianorum)

- Sobre a graça e o livre arbítrio (De gratia et libero arbitrio)

- Sobre correção e graça (De correptione et gratia)

- Sobre a predestinação dos santos (De praedestinatione sanctorum)

- Sobre o dom da perseverança (De dono perseverantiae)

- Sobre o Sermão do Monte do Senhor (De sermone Domini in monte)

- Sobre a harmonia dos evangelhos (De consensu evangelistarum)

- Tratado sobre o Evangelho de S. João (In Iohannis evangelium tractatus)

- Solilóquios, dois livros (Soliloquiorum libri duo)

- Narrações dos Salmos (Enarrationes in Psalmos)

- Sobre a imortalidade da alma (De immortalitate animae)

- Contra as cartas de Petiliano (Bispo de Cirta) (Contra litteras Petiliani)

- Contra Académicos (Contra Academicos)

- Sobre oitenta e três diversas questões (De diversis quaestionibus octaginta tribus, 396)

- Sermões, entre os quais um conjunto de lições do Novo Testamento

- Homilias, entre as quais uma série sobre a primeira Epístola de João

## Traduções

### Inglês
São inúmeras as publicações das obras de Agostinho em inglês. Uma das melhores traduções de Agostinho para inglês atualmente disponível é a oferecida pela New City Press na série The Works of St. Augustine: A translation for the 21st Century. Até ao presente, esta é também a mais completa tradução das obras de Agostinho em inglês. A segunda mais completa tradução das obras de Agostinho em inglês é a da Catholic University of America Press. A Stanford Encyclopedia of Philosophy oferece uma lista selecionada de traduções, que contudo não reclama ser exaustiva.

### Português
Lista não exaustiva de publicações mais recentes
- Santo Agostinho, Confissões, Editor: Apostolado da Oração, ISBN: 2200008383602, EAN: 220-0008383602
- Santo Agostinho, Confissoes, Editor: Alvorada, ISBN: 9788572324847, EAN: 978-8572324847
- Santo Agostinho, Confissoes, Editor: Vozes, 2014
- Santo Agostinho, Confissões, Edição Bilingue; Edição/reimpressão:2004; Páginas: 780; Editor: INCM – Imprensa Nacional Casa da Moeda; ISBN: 9789722713269
- Santo Agostinho, Confissões de Um Pecador, Edição/reimpressão:2007; Editor: Coisas de Ler; ISBN: 9789728710743
- Santo Agostinho, Diálogo Sobre a Felicidade, Editor: Edições 70, Coleção: Textos Filosóficos, ISBN: 9789724413846; EAN: 978-9724413846; Número de Páginas: 112
- Santo Agostinho, Cidade de Deus, Editor: Fundação Calouste Gulbenkian, 2006; ISBN: 9789723108972; EAN: 978-9723108972
- Santo Agostinho, O Mestre (com Maria Leonor Xavier e António Soares Pinheiro); Edição/reimpressão:2006; Editor: Porto Editora; ISBN: 978-972-0-41078-8; Coleção: Filosofia-Textos
- Santo Agostinho, O Mestre - Diálogo entre pai e filho sobre a linguagem e a descoberta da verdade interior; Edição/reimpressão:2010; Editor: Largebooks; ISBN: 9789899601222; Coleção: Earth Gift
- Santo Agostinho; Trindade - De Trinitate; Edição bilingue; Edição/reimpressão:2007; Páginas: 1248; Editor: Paulinas Editora; ISBN: 978972751857 (Prémio de Tradução Científica e Técnica em Língua Portuguesa 2008, atribuído pela Fundação para a Ciência e Tecnologia e pela União Latina)
- Santo Agostinho; Diálogo Sobre o Livre Arbítrio; Edição/reimpressão:2001; Páginas: 390; Editor: INCM – Imprensa Nacional Casa da Moeda; ISBN: 9789722711029
- Santo Agostinho; O Livre Arbítrio; 2019; Páginas: 672; Editor: Filocalia, ISBN: 978-85-69677-29-1